# さいとう大三
さいとう 大三（さいとう だいぞう）は、日本の作詞家。山梨県出身。日本作詩家協会常務理事兼事務局長。

## 主な作詞楽曲

### 歌謡曲

#### あ行
- 秋ひとみ
  - 「幸せルージュをつけなさい」（1978年）
- 秋庭豊とアローナイツ
  - 「大宮駅から乗る女」（1982年）
- 麻丘めぐみ
  - 「美しく燃えながら」（1975年）
  - 「白い微笑」（〃）
- 朝加真由美
  - 「ドレミファくんこんにちわ」（1975年）
  - 「ハロー・チャーミング」（1976年）
- 浅田あつこ
  - 「上海公館」（2011年）
- 芦川よしみ
  - 「悲しみ集め」（1979年）
- 麻生よう子
  - 「恋のナイトライフ[注釈 1]」（1979年）
- あべ静江
  - 「雨をみていた人」（1975年）
- アン・ルイス
  - 「恋のおもかげ」（1975年）
- 出光仁美
  - 「遠い花」（2019年）
- 岩本公水
  - 「飛べない鴎」（1999年）
- 大石まどか
  - 「春一夜」（2013年）
- 丘みどり
  - 「紙の鶴」（2019年）
  - 「五島恋椿」（2020年）
- 小川知子
  - 「疑惑のブレスレット」（1974年）
- 尾崎紀世彦
  - 「テレーズ夫人」（1977年）

#### か行
- 片平なぎさ
  - 「心のひびわれ」（1977年）
- 北川大介
  - 「酒はこの世の贈り物」（2015年）
- 北原ミレイ
  - 「雨の人」（1981年）
- 黒川真一朗
  - 「人生酒場」（2017年）
- 香坂みゆき
  - 「愛なき子」（1979年）

#### さ行
- 西城秀樹
  - 「素足のふたり」（1973年）
  - 「傷だらけのローラ」（1974年）
  - 「悪夢」（〃）
  - 「浮気なお前に/淋しがりやの君/君と自由に暮せたら」（〃）
  - 「この歌をこの愛を」（1975年）
  - 「真夜中のピエロ」（1978年）
- 桜木健一
  - 「青春の刻」（1975年）
- 子門真人
  - 「がまがえるガマエル」（1977年）
- 純烈
  - 「みんなで踊ろう!」（2018年）
- 水前寺清子
  - 「東京ひとり唄」（1979年）
  - 「人情」（2014年）

#### た行
- 田川寿美
  - 「雨の連絡船」（2002年）
  - 「倖せさがし」（2016年）
  - 「心化粧」（2017年）
  - 「東京ワルツ」（2018年）
  - 「恋はひといろ」（2019年）
  - 「楓」（2020年）
  - 「白秋」（2022年）
  - 「下田の椿」（2023年）
  - 「悲しいめぐり逢い」（2024年）
- 多岐川舞子
  - 「みそか酒」（2016年）
- チェリッシュ
  - 「てんとう虫のサンバ」（1973年）
  - 「ペパーミント・キャンディー」（1975年）
- 遠野舞子
  - 「Mr.サブマリン」（1992年）
- 鳥羽一郎
  - 「夜風」（2011年）

#### な行
- にしきのあきら
  - 「過ぎた日々に」（1999年）

- ノアム
  - 「花のようなリサ[注釈 1]」（1976年）

#### は行
- 藤井香愛
  - 「鳴かない鳥」（2021年）
- 本郷直樹
  - 「別れの前夜」（1974年）

#### ま行
- 前川清
  - 「フライト」（2011年）
- 松本ちえこ
  - 「ぼく」（1976年）
  - 「すてきな三銃士」（〃）
- 美川憲一
  - 「まちがい男女」（1998年）
- 美空ひばり
  - 「裏町酒場」（1982年）
- 三山ひろし
  - 「どんこ坂」（2023年）
- 森田日記
  - 「燃える思い」（1974年）
- 森昌子
  - 「北寒港」（1981年）

#### や行以降
- 山口百恵
  - 「私を選んで/朝陽の庭」（1974年）
- 山本譲二
  - 「ひとりで泣くなよ」（1989年）
- 祐子と弥生
  - 「父さん」（1981年）
- 竜鉄也
  - 「紬の女」（1981年）
- リンリン・ランラン
  - 「恋のインディアン人形」（1974年）
  - 「陽気な恋のキューピッド」（〃）
  - 「恋のパッコンNO.1」（〃）
- ルネ・シマール
  - 「ミドリ色の屋根」（1974年）
  - 「僕の国へおいで」（〃）
  - 「去年の夏」（1975年）
- 若山かずさ
  - 「二度目の女房」（1999年）
  - 「酔い惚れて」（2000年）
- 和田アキ子
  - 「明日」（1974年）

### 童謡
- 「たんぽぽの風船」（ママとあそぼう!ピンポンパン）
- 「すいちゅうサーカス」（ひらけ!ポンキッキ）